# Lowe-Meerkatze

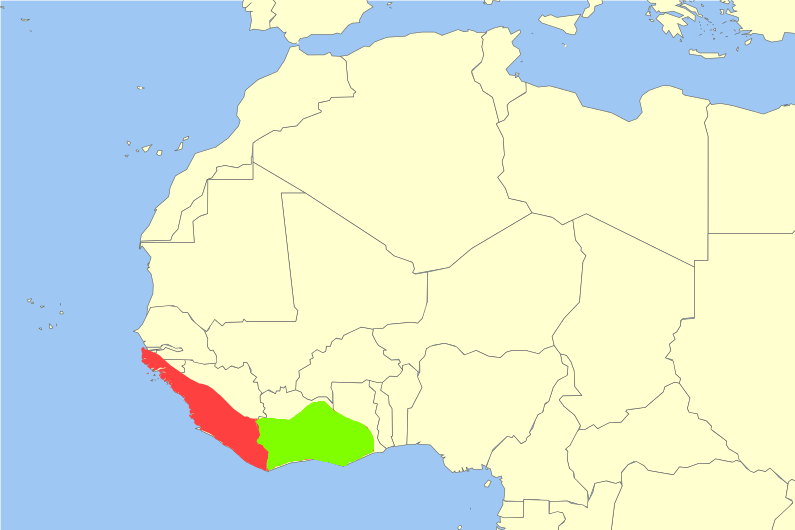
Verbreitungsgebiete von Lowe-Meerkatze (grün) und Campbell-Meerkatze (rot)

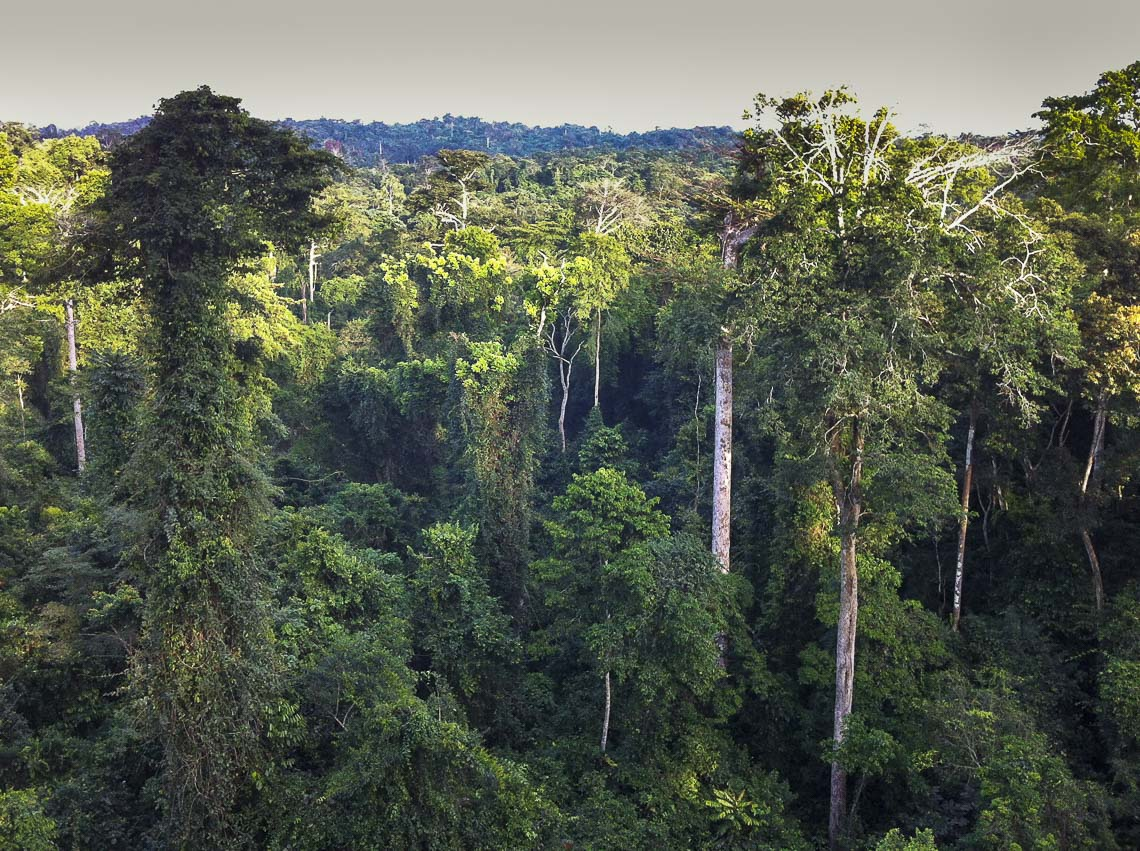
Wald im Kakum-Nationalpark, Lebensraum der Lowe-Meerkatze

Die Lowe-Meerkatze (Cercopithecus lowei) ist eine Primatenart aus der Gattung der Meerkatzen (Cercopithecus) innerhalb der Familie der Meerkatzenverwandten (Cercopithecidae). Diese Tiere leben im westlichen Afrika in den Staaten Elfenbeinküste und Ghana, östlich bis zum Volta. Die Lowe-Meerkatze ist eng mit der Campbell-Meerkatze (C. campbelli) verwandt und wird manchmal als deren Unterart angesehen. In der Nähe von Guiglo zwischen Cavally und Sassandra hybridisieren beide Arten miteinander.

## Merkmale
Lowe-Meerkatzen haben ein an der Oberseite schwärzlich braunes Fell, oft mit einem orangen oder rotgoldenen Schimmer. Die Unterseite ist heller, fast weißlich. Das blaugraue Gesicht ist von einem grauen Backenbart umgeben, der Bereich des Mauls ist rötlich gefärbt. Die Kopfoberseite bedecken gelbe und kastanienbraune Haare. Die Außenseiten von Armen und Beinen sind dunkelgrau bis schwärzlich. Der Schwanz ist an der Basis und im hinteren Drittel schwarz, dazwischen ist die Unterseite hell gelblich.
Ihre Kopfrumpflänge beträgt 45 bis 52 (Männchen) bzw. 40 bis 43 Zentimeter (Weibchen), dazu kommt noch ein langer Schwanz, der bei den Männchen 66 bis 75 Zentimeter lang sein kann, während der der Weibchen 54 bis 58 Zentimeter erreicht. Das Gewicht ausgewachsener Weibchen liegt bei 2 bis 3,8 Kilogramm, während die deutlich schwereren Männchen 5,2 bis 5,8 Kilogramm erreichen.

## Lebensraum
Die Lowe-Meerkatze gehört zu den häufigsten waldgebundenen Meerkatzen in Westafrika und lebt in immergrünen, primären Regenwäldern, in Sekundärwäldern, Galeriewäldern, nördlich der Regenwaldzone in isolierten Wäldern in Savannen (z. B. im Buabeng-Fiema-Affenschutzreservat in Zentralghana) und in Buschland inmitten von agrarisch genutzten Regionen. In sumpfigen Wäldern und Mangroven ist sie selten. Lowe-Meerkatzen sind Bewohner des Tieflandes, die meisten Tiere kommen unterhalb einer Höhe von 150 Metern vor, wenige in Höhen bis 300 Metern. Voraussetzung für das Vorkommen von Lowe-Meerkatzen ist ein mittlerer jährlicher Regenfall von 1200 bis 2500 mm.

## Lebensweise

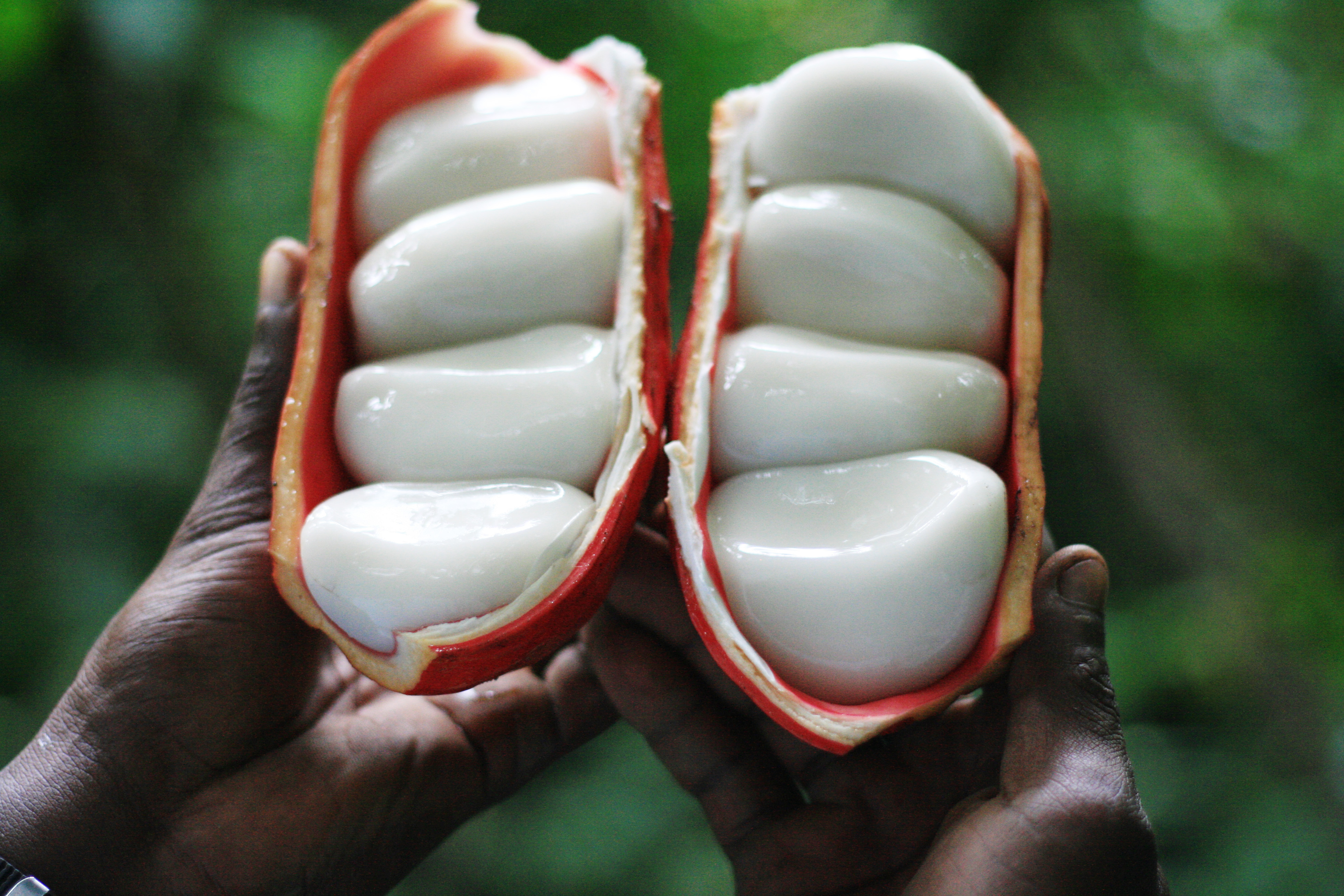
Geöffnete Frucht von Cola pachycarpa

Über die Lebensweise dieser Art ist nicht viel bekannt, sie dürfte aber mit der anderer Meerkatzen übereinstimmen. Sie ist demnach ein tagaktiver Baumbewohner, der in Haremsgruppen lebt. Diese bestehen aus einem Männchen, mehreren Weibchen und deren Jungtieren, in der Regel insgesamt 6 bis 12 Tiere. Mit der Dianameerkatze (C. diana) und der Kleinen Weißnasenmeerkatze (C. petaurista) werden gemischte Gruppen gebildet. Die Gruppen werden oft vom Weißschopf-Hornvogel (Tropicranus albocristatus) begleitet. Die Affen profitieren von den Alarmrufen des Weißschopf-Hornvogels. Er folgt ihnen bei der Nahrungszügen und frisst die kleinen Tiere (überwiegend Insekten), die sie dabei aufscheuchen. Das Territorium, das eine Gruppe bewohnt, ist im Schnitt 40 Hektar groß, in Restwaldgebieten müssen aber oft nur 3 bis 14 Hektar ausreichen. Die Nahrung besteht vorwiegend aus Früchten, darunter die der Kolabäume und Feigen, Blättern, Samen, Blüten, Borke, Heuschrecken und Insektenlarven. Sie trinken oft Wasser aus Baumlöchern, indem sie die Hand hineintauchen und dann die nasse Hand ablecken. Spielerisch beschäftigen sie sich mit anderen Tieren, z. B. mit Ameisen oder Fröschen, oder sie jagen spielerisch Graufußhörnchen (Heliosciurus gambianus), Tauben, Schwarze Milane (Milvus migrans) oder Elstertokos (Tockus fasciatus). Weibchen werden mit einem Alter von drei Jahren geschlechtsreif, Männchen mit vier Jahren. Die Tragzeit beträgt 147 bis 180 Tage, das einzelne Junge wird nach etwa 180 Tagen entwöhnt. Berichte über Zwillingsgeburten gibt es nicht. Die meisten Paarungen finden nach der langen Regenzeit, die kühlste Zeit des Jahres, von Juni bis September statt, die meisten Geburten erfolgen nach der kurzen Regenzeit zu Beginn der Haupttrockenzeit im Dezember oder Januar. Das maximal festgestellte Alter beträgt 28 Jahre.
Zu den Beutegreifern, die der Lowe-Meerkatzen nachstellen gehören Kronenadler, Leoparden und Schimpansen.

## Gefährdung und Schutz
Die IUCN listet die Lowe-Meerkatze als nicht gefährdet, da die Art weit verbreitet ist und sich an verschiedene Lebensräume anpassen kann. In Ghana und der Elfenbeinküste kommt die Art in 13 der insgesamt 19 Schutzgebiete vor, unter anderen im Kakum-Nationalpark und im Buabeng-Fiema-Affenschutzreservat in Ghana.